# Неродія коричнева
Неродія коричнева (Nerodia taxispilota) — неотруйна змія з роду неродій родини Вужеві. Інша назва «коричнева водяна змія».

## Опис
Загальна довжина коливається від 80 до 150 см, рекордні особини досягають 1,8 м. Самиці більші за самців. Стрункіша та рухливіша, ніж інші види неродій. Голова широка в основі, чітко окреслена. Луска спини кілевата. На коричнюватому тлі спини помітний характерний темний малюнок з квадратних плям, розташованих у шаховому порядку. Один рядок плям розташовується уздовж хребта, 2 інших — з боків. З віком багато особини темнішають, малюнок стає нерозбірливим. Черево жовтого або світло-коричневого кольору з чіткими круглими або півмісяцевими коричневими або чорними плямами.

## Спосіб життя
Полюбляє береги річок, озер. Чудово плаває, добре лазить, може підніматися на дерева на висоту до 6 м. Побачивши людину, коричнева неродія поспішає сховатися, а при полюванні вона демонструє себе енергійним спритним мисливцем. Харчується амфібіями, рибою та гризунами.
Це яйцеживородна змія. Парування відбувається навесні. Самиця у серпні народжує 14—40 дитинчат.

## Розповсюдження
Мешкає на південно-сході США, у штатах: Флорида, Алабама, Джорджія, Вірджинія, Південна та Північна Кароліна.